# Copperbeltprovinsen
Copperbeltprovinsen (Kobberbæltet) er en provins i Zambia, som dækker det mineralrige Copperbelt, og landbrugs- og bushområder mod syd. Det var rygraden i økonomien i Nordrhodesia under det britiske kolonistyre og gav næring til håb i perioden umiddelbart efter uafhængigheden, men dens økonomiske betydning blev alvorligt formindsket af et nedbrud i den globale kobber-priser i 1973. Provinsen støder op til Haut-Katanga-provinsen i Den Demokratiske Republik Congo, som på samme måde er mineralrig.
De vigtigste byer og byer i Kobberbæltet er Kitwe, Ndola, Mufulira, Luanshya, Chingola, Kalulushi og Chililabombwe. Veje og jernbaneforbindelser strækker sig nordpå ind i Congo til Lubumbashi, men Anden Congokrig satte den økonomiske kontakt mellem de to lande i stå, men er nu ved at blive enoprettet.
Den omtales uformelt til tider som 'Copala' eller 'Kopala', der påberåber sig det sproglignende udtryk for mineralet kobber, der udvindes i provinsen.